# زیم
زیم (عبری: צים‎) شرکت باربری اسرائیلی است، که در سال ۱۹۴۵ تأسیس شد.